# Xantopsia
La xantopsia è un deficit della visione dei colori che determina una dominante gialla nella visione dovuta a un ingiallimento dei mezzi ottici dell'occhio. Le cause più comuni sono l'azione inibitoria della digossina sulla pompa del sodio e lo sviluppo di cataratta che può causare un effetto di filtro giallo.
È stato suggerito che Van Gogh abbia sofferto di xantopsia a causa del consumo di digossina. La digossina è un farmaco derivato dalla digitale e viene usata per trattare diverse patologie cardiache. Questa teoria sostiene che la xantopsia sia il motivo della colorazione gialla presente in molte delle sue opere.
La xantopsia è anche un raro effetto collaterale dell'ittero, in cui la bilirubina può depositarsi nell'occhio in quantità sufficiente a produrre una tinta gialla alla vista.